# دمية جنسية
الدمية الجنسية (بالإنجليزية: Sex doll)‏ هي نوع من الألعاب الجنسية تكون مشابه في حجم وشكل الشريك من أجل الحصول على مساعدة في الاستمناء، وقد تكون الدمية جسم كامل مع الوجه، أو مجرد الحوض مع الأعضاء كالمهبل والشرج والفم والقضيب من أجل التحفيز الجنسي، وقد تكون بعض أجزائها قابلة للاهتزاز، وربما تكون قابلة للنقل أو التبادل.

## تاريخ
كانت بداية نشأة الدمى في القرن السابع عشر حيث كانت تصنع من القماش أو الملابس القديمة حيث استخدمت للسجناء والبحارة الفرنسيين والإسبان الذين يقضون رحلات طويلة في عرض البحر.
استغرق إنتاج دمى بديلة ومشابهة للإنسان ( شركاء الجنس ) عدة قفزات تكنولوجية في أواخر القرن العشرين. في عام 1970 أصبح الفاينيل والسيليكون المواد الأكثر استخداما في تصنيع دمى الجنس وقد اعطى السيليكون على وجه الخصوص درجة أكبر من الواقعية.
في عام 1982 كانت هناك محاولة لاستيراد شحنة من دمى الجنس في بريطانيا بقصد إنهاء قانون ضد استيراد السلع الفاحشة وغير اللائقة وبعد مصادرتها تم رفع القضية إلى محكمة العدل الأوروبية واضطرت بريطانيا إلى رفع الحظر عن استيرادها حيث أنها تشكل حاجزا أمام التجارة الحرة وفقا لأحكام معاهدة روما.